# امین امام‌علی‌اف
امین امام‌علی‌اف (انگلیسی: Emin Imamaliev؛ زادهٔ ۷ اوت ۱۹۸۰) بازیکن فوتبال اهل جمهوری آذربایجان است.
از باشگاه‌هایی که در آن بازی کرده‌است می‌توان به باشگاه فوتبال باکو، باشگاه فوتبال شفای باکو، باشگاه فوتبال کپز، باشگاه فوتبال قره‌باغ، باشگاه فوتبال ارس-نخجوان، و باشگاه فوتبال شماخی اشاره کرد.
وی همچنین در تیم ملی فوتبال جمهوری آذربایجان بازی کرده‌است.